# Lynn Frazier

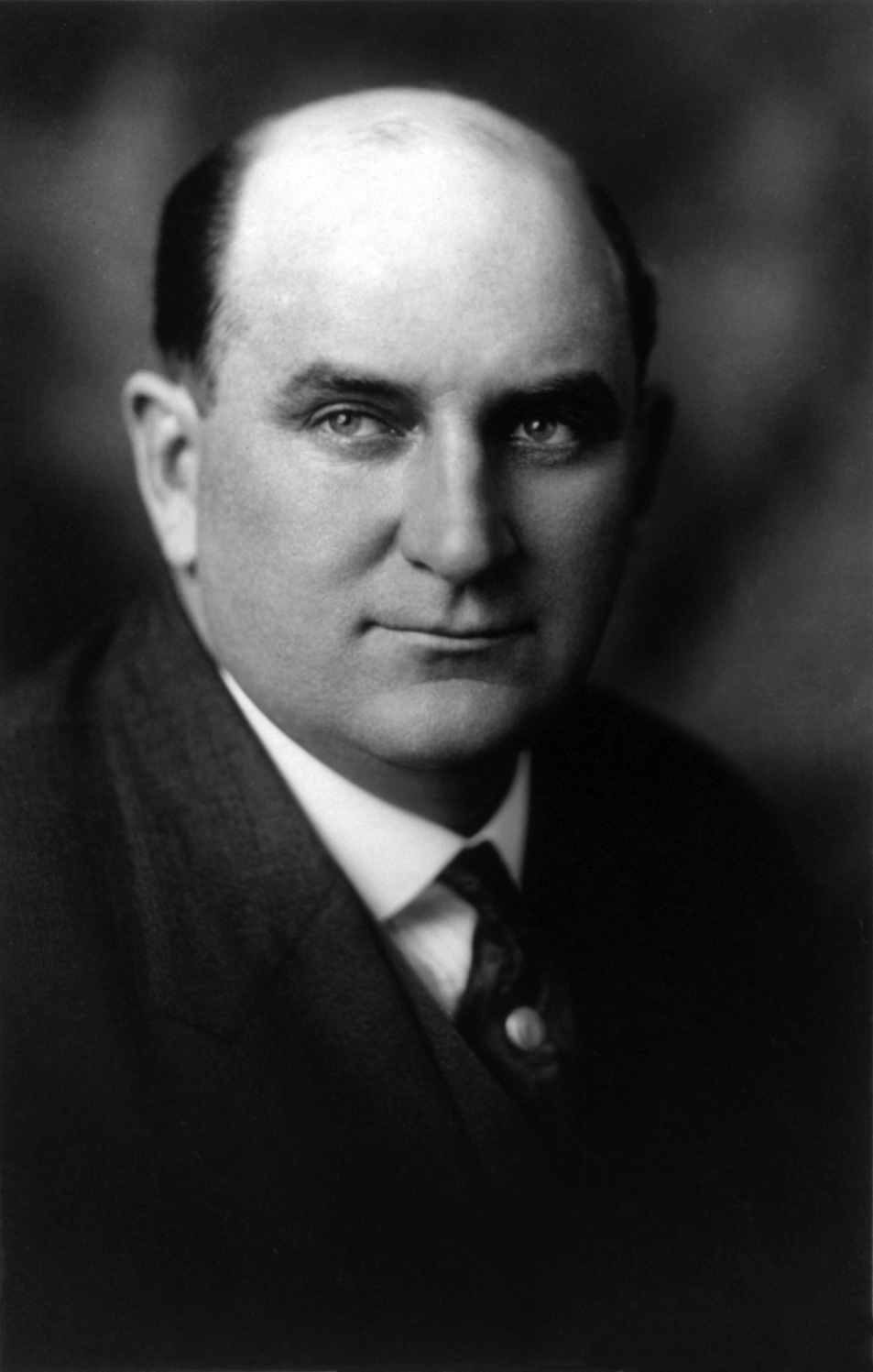
Lynn Frazier

Lynn Joseph Frazier, född 21 december 1874 i Steele County, Minnesota, död 11 januari 1947 i Anne Arundel County, Maryland, var en amerikansk politiker. Han var guvernör i delstaten North Dakota 1917-1921. Som första guvernör i USA:s historia blev han återkallad genom ett extrainsatt val (revokation). Han valdes till USA:s senat ett år efter att ha avlägsnats från guvernörsämbetet. Han var senator för North Dakota 1923-1941.
Frazier flyttade 1881 till Dakotaterritoriet med sina föräldrar. Han utexaminerades 1901 från University of North Dakota.
År 1915 grundades den vänsterorienterade organisationen Nonpartisan League (NPL) som kom att spela en stor roll inom delstatspolitiken i North Dakota. Lynn Frazier deltog som NPL:s kandidat i republikanernas primärval inför guvernörsvalet 1916. Han vann först nomineringen och sedan själva guvernörsvalet. Han omvaldes två gånger.
North Dakota drabbades av en ekonomisk depression under Fraziers tredje mandatperiod som guvernör. Den högerorienterade Independent Voters Association (IVA) hade grundats redan 1918 för att motverka NPL:s inflytande inom republikanerna i North Dakota. Kampanjen för ett extrainsatt val så att man kunde hålla Frazier ansvarig för det ekonomiska läget lyckades och IVA:s kandidat Ragnvald A. Nestos valdes 1921 till ny guvernör.
Frazier vann senatsvalet 1922 som republikanernas och NPL:s kandidat. Han omvaldes 1928 och 1934. Han besegrades av tidigare guvernören William Langer i republikanernas primärval inför senatsvalet 1940.
Frazier var metodist. Han gravsattes på Park Cemetery i Hoople.